# Zorin OS
Zorin OS е операционна система, GNU/Linux дистрибуция, основана на Ubuntu.

## История
Операционната система е създадена от двама младежи от Ирландия – Кирил и Артьом Зорин. Когато през лятото на 2008 г. двамата решават да подкарат Ubuntu 7.10, моментално забелязват колко по-бързо работи в сравнение с Windows и Mac. Впечатляват се и от възможността за персонализиране по безброй начини. Когато обаче я показват на баща си, разбират колко „сложна“ е тя за обикновения потребител. Тогава младите предприемачи (съответно на 12 и 14 години) си поставят изключително предизвикателната задача да разработят своя собствена операционна система, която да е удобна и следователно предназначена за всекиго.
В началото младежите е трябвало да се научат и да програмират, тъй като в учебния им план не е било застъпено изучаването на информационни технологии – чели са книги, гледали са видеа в YouTube и са разчитали на стратегическите насоки на баща си.
На 1 юли 2009 г. официално излиза първата версия – Zorin OS 1.0.

## Описание
В Zorin OS се обръща специално внимание на облика. По подразбиране са включени графичните среди GNOME и Xfce 4.
Има няколко издания:
- Core,
- Lite,
- Pro,
- Pro Lite,
- Education,
- Education Lite.